# Joanna Łochowska
Joanna Łochowska (Zielona Góra, 17 novembre 1988) è una sollevatrice polacca, tre volte campionessa europea. Inoltre ha partecipato alle Olimpiadi di Londra 2012, posizionandosi undicesima nella categoria di peso fino a 53 kg.

## Palmarès
- Europei

Førde 2016: bronzo nei 58 kg.
Spalato 2017: oro nei 53 kg.
Bucarest 2018: oro nei 53 kg.
Batumi 2019: oro nei 55 kg.